# Điều kỳ diệu (phim)
Điều kỳ diệu (tiếng Anh: Wonder) là một bộ phim chính kịch Mỹ 2017 do Stephen Chbosky đạo diễn và Jack Thorne, Steve Conrad và Stephen Chbosky viết kịch bản, dựa trên cuốn tiểu thuyết cùng tên năm 2012 của R.J. Palacio. Phim còn có sự tham gia của Julia Roberts, Owen Wilson và Jacob Tremblay.